# Reserva Natural de Iidva
A Reserva Natural de Iidva é uma reserva natural localizada no condado de Järva, na Estónia.
A área da reserva natural é de 810 hectares.
A área protegida foi fundada em 2006 para proteger valiosos tipos de habitat e espécies ameaçadas na aldeia de Änari (freguesia de Türi) e nas aldeias de Piiumetsa e Roovere (ambas na antiga freguesia de Väätsa).